# 李含初
李含初（17世紀—1645年），字扶先，九江德化人，明朝、南明政治人物。

## 生平
李含初是一名諸生。清朝英親王阿濟格屯駐九江，士兵四出搶掠，鄉民拒守，並奪取駝馬和旌旗。不久阿濟格回北方，留下金聲桓守衛。他就作為間諜，對曠昭數說北方不足以畏懼，但曠昭猶豫不決，而歸順者已經到達九江。之後李含初於狼山起兵，得到王拐子萬名人馬，在隆武元年（1645年）八月收復德安和瑞昌。王拐子反覆不定，私自投降九江的清朝將領余世忠，在九月以攻南康名義撤走營，讓余世忠襲擊狼山。他無法徵召王拐子支援，與兒子李宗麻戰死。他的另一名兒子李玉英在永曆二年（1648年）二月為王德仁殺害。

## 引用
1. 1 2  錢海岳《南明史·卷四十七·列傳第二十三》：（李）含初，字扶先，九江德化人。諸生。
2. ↑  江西通志 (四庫全書本)/全覽2，维基文库
3. ↑  錢海岳《南明史·卷四十七·列傳第二十三》：拐子故盜反覆，私款九江清將余世忠。九月，以攻南康為名，撤營出，世忠因襲狼山。含初檄拐子入援不至，含初與子宗麻戰死。子玉英，永曆二年二月，為王德仁所殺。